# Пиратская партия Финляндии
Пиратская партия (фин. Piraattipuolue, швед. Piratpartiet) Финляндии — официально зарегистрированная политическая партия Финляндии, член Пиратского Интернационала. Численность партии — 4000 членов. Председатель партии — Риикка Ниеминен (фин. Riikka Nieminen), вице-председатели — Юхо Карвинен, Марк Нечада, Пекка Мустонен. В мае 2015 года партия была исключена из партийного реестра Финляндии, поскольку не получила ни одного парламентского мандата ни на выборах 2011 года, ни на выборах 2015 года. С 2016 года партия снова в партийном реестре.

Официально зарегистрирована пиратская партия
Активная, но незарегистрированная пиратская партия
Обсуждения с PP-International
Нет пиратской партии

## История
В январе 2008 Матти Хилтунен зарегистрировал доменное имя piraattipuolue.fi и настроил BBS на сайте. В мае 2008 состоялся учредительный съезд партии в Тампере, где присутствовало около 50 членов-основателей. В сентябре 2008 группа приступила к сбору 5000 подписей сторонников, необходимых для официальной регистрации партии. Партия предполагала принять участие в выборах в Европейский парламент 2009, но не сумела своевременно собрать подписи для поддержки. Партия была официально зарегистрирована 13 августа 2009. В октябре 2009 года Пиратская партия принимала участие в муниципальных выборах в Ловийсе, выдвинув 1 кандидата, но проиграла выборы. Первым крупным участием в избирательной кампании для Пиратской партии были Парламентские выборы в Финляндии (2011), на которых она выдвинула 127 кандидатов в 11 избирательных округах и собрала в общей сложности 0,5 % голосов избирателей.
На муниципальных выборах в 2017 году партия получила по одному мандату в горсобраниях Хельсинки и Йювяскюля.
Членом партии является Петер Сунде.

## Политические цели
- Развитие демократии, повышение прозрачности политики, защита гражданских прав;
- Свобода информационных и культурных обменов;
- Пересмотр полезности патентной системы;
- Неприкосновенность частной жизни и развитие свободы слова;
- Безусловный основной доход[9]

## Молодёжная организация
Партия имеет молодёжную организацию, Пиратская молодёжь (фин. Piraattinuoret), создана 5 февраля 2009 в Хельсинки. В ней могут состоять молодые люди в возрасте до 28 лет. Членские взносы не предусмотрены.

## Участие в выборах
| Год                                     | Избрано депутатов | Подано голосов | От общего числа голосов |
| --------------------------------------- | ----------------- | -------------- | ----------------------- |
| Муниципальные выборы в Финляндии (2017) | 2                 | 9119           | 0,4 %                   |
| Парламентские выборы в Финляндии (2015) | 0                 | 25 086         | 0,8 %                   |
| Муниципальные выборы в Финляндии (2012) | 0                 | 5986           | 0,2 %                   |
| Парламентские выборы в Финляндии (2011) | 0                 | 15 103         | 0,51 %                  |